# Esfinge de Alabastro

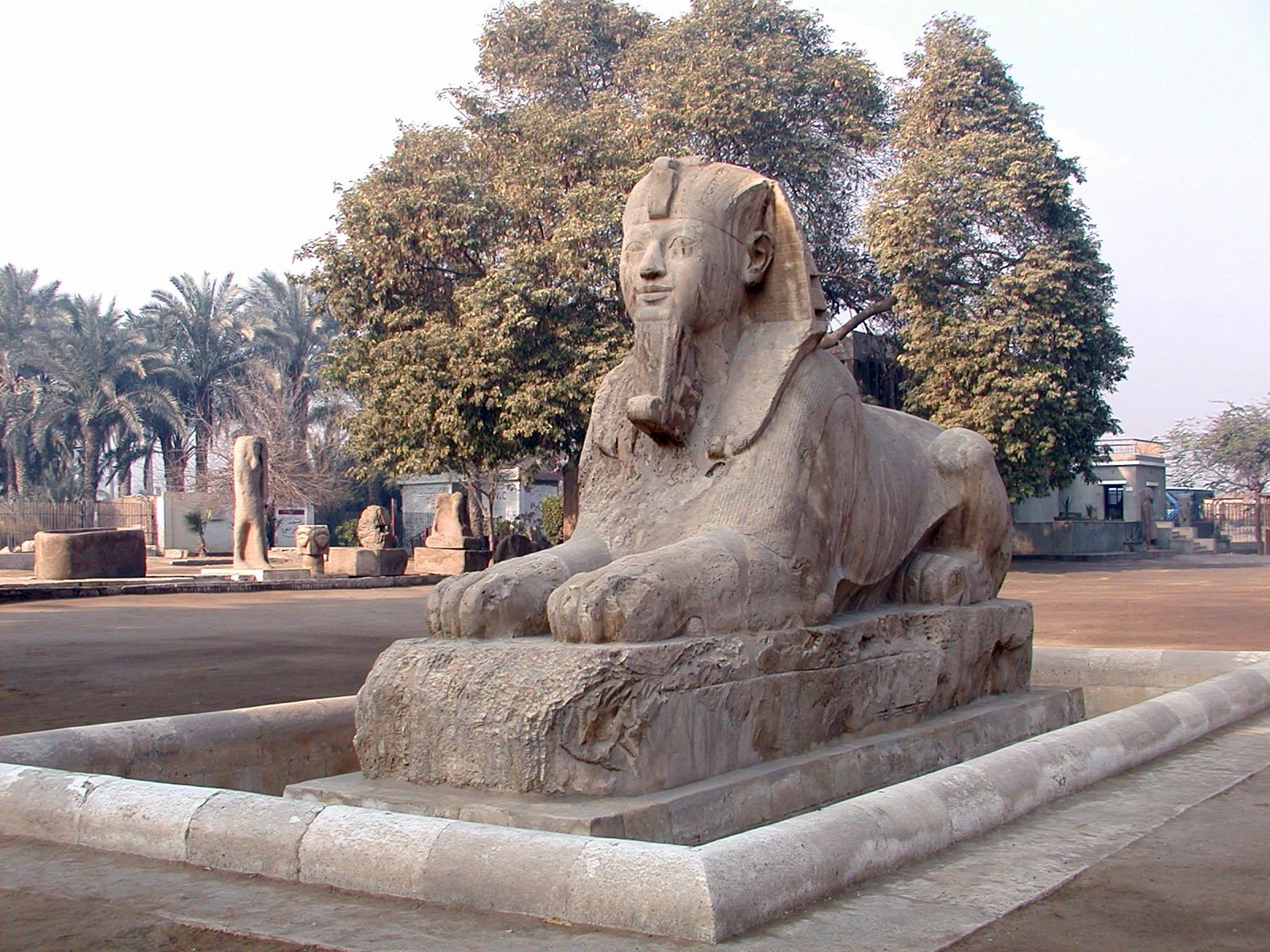
La esfinge de alabastro, expuesta en el museo al aire libre de Mit Rahina.

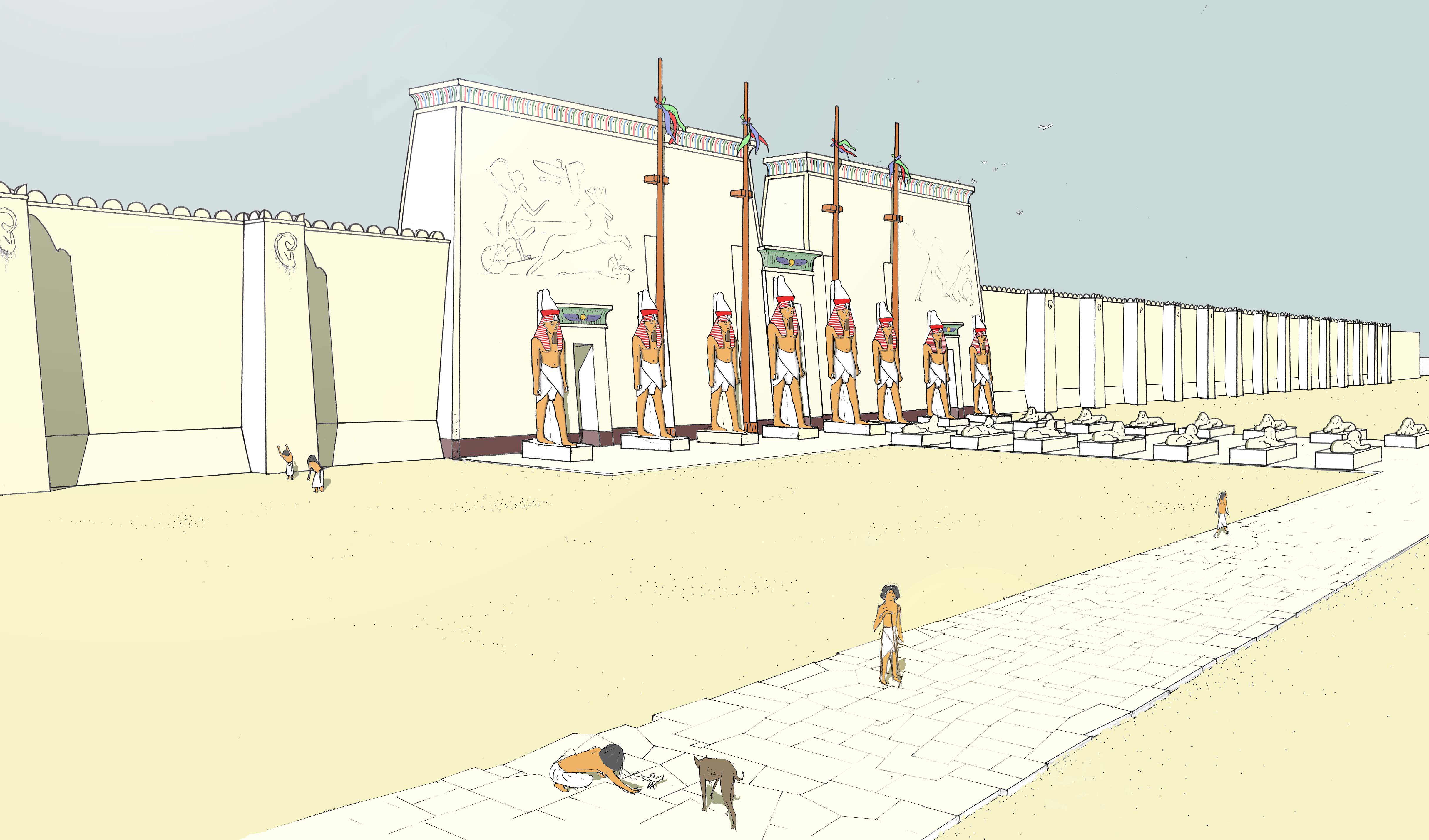
Reconstrucción de la fachada oeste del Gran Templo de Ptah en la antigua Menfis.

La esfinge de Alabastro es una escultura en forma de esfinge tallada en el Imperio Nuevo de Egipto, aproximadamente entre los años 1700 a. C. - 1400 a. C., posiblemente durante la dinastía XVIII de Egipto.

## Hallazgo
La esfinge originariamente estaba situada junto a un coloso de Ramsés II, en el flanco sur del Gran Templo de Ptah, ("Señor de la magia", dios creador en la mitología egipcia, "Maestro constructor", inventor de la albañilería, patrón de los arquitectos y artesanos. Se le atribuía también poder sanador), templo situado a su vez en Menfis, capital del Imperio Antiguo de Egipto y del nomo I del Bajo Egipto. Estaba situada al sur del delta del río Nilo, en la región que se encuentra entre el Bajo y el Alto Egipto. 

## Simbología
Se desconoce a quien representa la Gran esfinge, se barajan diversas opciones, como que fuera una representación de Hatshepsut, Amenhotep II o Amenhotep III, pero la ausencia de inscripciones hace imposible determinar con exactitud quien es el faraón reproducido en la figura.

## Características
- Estilo: arte egipcio.
- Material: alabastro de Amarna.
- Altura: 4.25 metros.
- Longitud: 8 metros.
- Peso: de 80 a 90 toneladas.

## Conservación
- La figura se exhibe de forma permanente en el Museo de Mit Rahina, un museo egipcio al aire libre cerca de la necrópolis de Menfis.